# Phân tích ABC
Trong quản lý nguyên vật liệu, phân tích ABC (hoặc Kiểm soát hàng tồn kho chọn lọc) là một kỹ thuật phân loại hàng tồn kho.  Phân tích ABC chia hàng tồn kho thành ba loại - "Mục" A với kiểm soát rất chặt chẽ và hồ sơ chính xác, "Mục B" với hồ sơ tốt và ít kiểm soát chặt chẽ hơn và "Mục C" với các điều khiển đơn giản nhất có thể và hồ sơ tối thiểu.
Phân tích ABC cung cấp một cơ chế để xác định các mặt hàng sẽ có tác động đáng kể đến chi phí hàng tồn kho tổng thể, đồng thời cung cấp cơ chế xác định các loại hàng tồn kho khác nhau sẽ yêu cầu quản lý và kiểm soát khác nhau.
Phân tích ABC cho thấy hàng tồn kho của một tổ chức không có giá trị như nhau.  Do đó, hàng tồn kho được nhóm thành ba loại (A, B và C) theo mức độ quan trọng ước tính của chúng.
Các mặt hàng 'A' rất quan trọng đối với một tổ chức. Do giá trị cao của các mục 'A' này, cần phải phân tích giá trị thường xuyên. Ngoài ra, một tổ chức cần chọn một mẫu đơn đặt hàng phù hợp (ví dụ: 'chỉ trong thời gian') để tránh vượt quá khả năng.  Các mục 'B' rất quan trọng, nhưng tất nhiên ít quan trọng hơn các mục 'A' và quan trọng hơn các mục 'C'.  Do đó, các mục 'B' là các mục liên nhóm.  Các mặt hàng 'C' rất quan trọng.

## Phân loại phân tích ABC
Không có ngưỡng cố định cho mỗi lớp, tỷ lệ khác nhau có thể được áp dụng dựa trên mục tiêu và tiêu chí.  Phân tích ABC tương tự như nguyên tắc Pareto ở chỗ các mục 'A' thường sẽ chiếm tỷ lệ lớn trong tổng giá trị nhưng chiếm một tỷ lệ nhỏ trong số lượng mục. </br> Ví dụ về lớp ABC là
- ' mặt hàng ' A ' - 20% các mặt hàng chiếm 70% giá trị tiêu thụ hàng năm của các mặt hàng
- ' mặt hàng ' B ' - 30% các mặt hàng chiếm 25% giá trị tiêu thụ hàng năm của các mặt hàng
- ' mặt hàng ' C ' - 50% các mặt hàng chiếm 5% giá trị tiêu thụ hàng năm của các mặt hàng

Một phân tích khác được đề xuất của các lớp ABC:
1. "A" khoảng 10% các mặt hàng hoặc 66,6% giá trị
2. "B" khoảng 20% các mặt hàng hoặc 23,3% giá trị
3. "C" khoảng 70% các mặt hàng hoặc 10,1% giá trị

## Phân tích ABC trong các gói ERP
Các gói ERP chính có chức năng tích hợp phân tích ABC.  Người dùng có thể thực hiện phân tích ABC dựa trên các tiêu chí do người dùng xác định và hệ thống áp dụng mã ABC cho các mục (phần).

## Tính toán toán học của phân tích ABC
Phân tích ABC được tính toán (tính toán) cung cấp một phép tính toán chính xác về các giới hạn cho các lớp ABC.  Nó sử dụng tối ưu hóa chi phí (tức là số lượng mặt hàng) so với năng suất (tức là tổng tầm quan trọng ước tính của chúng).  Ví dụ, tính toán ABC được áp dụng cho lựa chọn tính năng cho dữ liệu y sinh, quản lý quy trình kinh doanh  và dự đoán phá sản.

## Ví dụ về ứng dụng của hoạt động cân dựa trên lớp ABC
Phân phối thực tế của lớp ABC trong công ty sản xuất điện tử với 4.051 bộ phận hoạt động. 
| Lớp ABC | Số hạng mục | Tổng số tiền cần thiết |
| ------- | ----------- | ---------------------- |
| A       | 20          | 60                     |
| B       | 20          | 20                     |
| C       | 60          | 20                     |
| Toàn bộ | 100         | 100                    |

Sử dụng phân phối này của lớp ABC và thay đổi tổng số phần thành 14.213.
- Mua đều

Khi chính sách mua bằng nhau được áp dụng cho tất cả 14.213 thành phần, ví dụ như giao hàng và điểm đặt hàng lại (hàng tồn kho) trong hai tuần, nhà máy sẽ có 16.000 giao hàng trong bốn tuần và hàng tồn kho trung bình sẽ là 2 tuần. 
| Tình trạng đồng đều   | Tình trạng đồng đều                                                      | Điều kiện theo cân    | Điều kiện theo cân                                                              |
| Mặt hàng              | Điều kiện                                                                | Mặt hàng              | Điều kiện                                                                       |
| --------------------- | ------------------------------------------------------------------------ | --------------------- | ------------------------------------------------------------------------------- |
| Tất cả các mục 14.213 | Điểm đặt hàng lại = 2 tuần cung cấp </br> Tần suất giao hàng = hàng tuần | Vật phẩm hạng A 200   | Điểm đặt hàng lại = nguồn cung 1 tuần </br> Tần suất giao hàng = hàng tuần      |
| Tất cả các mục 14.213 | Điểm đặt hàng lại = 2 tuần cung cấp </br> Tần suất giao hàng = hàng tuần | Vật phẩm hạng B 400   | Điểm đặt hàng lại = 2 tuần cung cấp </br> Tần suất giao hàng = hai tuần một lần |
| Tất cả các mục 14.213 | Điểm đặt hàng lại = 2 tuần cung cấp </br> Tần suất giao hàng = hàng tuần | Vật phẩm hạng C 3.400 | Điểm đặt hàng lại = 3 tuần cung cấp </br> Tần suất giao hàng = cứ sau 4 tuần    |

- Mua theo cân nặng

So sánh, khi áp dụng chính sách mua hàng được áp dụng dựa trên lớp ABC, ví dụ như giao hàng hàng tháng của lớp C (bốn tuần một lần) với điểm đặt hàng lại của nguồn cung ba tuần, giao hàng hai lớp B với điểm đặt hàng lại là 2 tuần 'cung cấp, phân phối hàng tuần của lớp với điểm đặt hàng lại là 1 tuần cung cấp, tổng số giao hàng trong 4 tuần sẽ là (A 200 × 4 = 800) + (B 400 × 2 = 800) + (C 3.400 × 1 = 3.400) = 5.000 và hàng tồn kho trung bình sẽ là (A 75% × 1,5 tuần) + (B 15% x3 tuần) + (C 10% × 3,5 tuần) = cung cấp 1.925 tuần. 
| Lớp ABC | Không có mặt hàng | % tổng giá trị | Mua bằng nhau                | Mua bằng nhau       | Cân mua                      | Cân mua             | chú thích |
| Lớp ABC | Không có mặt hàng | % tổng giá trị | Không giao hàng trong 4 tuần | mức cung trung bình | Không giao hàng trong 4 tuần | mức cung trung bình | chú thích |
| ------- | ----------------- | -------------- | ---------------------------- | ------------------- | ---------------------------- | ------------------- | --- |
| Một     | 200               | 75%            | 800                          | 2,5 tuần            | 800                          | 1,5 tuần một        | cùng tần suất giao hàng, hàng tồn kho an toàn giảm từ 2,5 xuống 1,5 tuần a, yêu cầu kiểm soát chặt chẽ hơn với nhiều giờ công hơn. |
| B       | 400               | 15%            | 1600                         | 2,5 tuần            | 800                          | 3 tuần              | tăng mức hàng tồn kho an toàn thêm 20%, tần suất giao hàng giảm xuống một nửa. Yêu cầu ít giờ công hơn.                            |
| C       | 3400              | 10%            | 13.600                       | 2,5 tuần            | 3.400                        | 3,5 tuần            | hàng tồn kho an toàn tăng từ 2,5 đến 3,5 tuần cung cấp, tần suất giao hàng là một phần tư. Yêu cầu ve giờ công giảm mạnh.          |
| Toàn bộ | 4.000             | 100%           | 16.000                       | 2,5 tuần            | 5.000                        | 1.925 tuần          | giá trị hàng tồn kho trung bình giảm 23%, tần suất giao hàng giảm 69%. Tổng giờ công yêu cầu giảm.                                 |

a) Một hạng mục có thể được áp dụng kiểm soát chặt chẽ hơn nhiều như phân phối hàng ngày của JIT.  Nếu giao hàng hàng ngày với hàng tồn kho được áp dụng, tần suất giao hàng sẽ là 4.000 và mức tồn kho trung bình của mặt hàng loại A sẽ là 1,5 ngày cung và tổng mức tồn kho sẽ là 1.025 tuần, giảm 59% hàng tồn kho. Tổng tần suất giao hàng cũng giảm xuống còn một nửa từ 16.000 xuống còn 8.200.
- Kết quả

Bằng cách áp dụng kiểm soát có trọng số dựa trên phân loại ABC, số giờ nhân công và mức tồn kho được yêu cầu sẽ giảm đáng kể.
- Cách khác để tìm phân tích ABC: -

Khái niệm ABC dựa trên định luật của Pareto.  Nếu có quá nhiều hàng tồn kho, phân tích ABC có thể được thực hiện trên một mẫu.  Sau khi lấy được mẫu ngẫu nhiên, các bước sau đây được thực hiện để thực hiện phân tích ABC.
- Bước 1: Tính giá trị sử dụng hàng năm cho mỗi mục trong mẫu bằng cách nhân các yêu cầu hàng năm với chi phí cho mỗi đơn vị.
- Bước 2: Sắp xếp các mục theo thứ tự giảm dần của giá trị sử dụng được tính ở trên.
- Bước 3: Lập tổng cộng số lượng vật phẩm và giá trị sử dụng.
- Bước 4: Chuyển đổi tổng số tích lũy của số lượng vật phẩm và giá trị sử dụng thành tỷ lệ phần trăm của tổng số tổng của chúng.
- Bước 5: Vẽ biểu đồ kết nối% mục tích lũy và% giá trị sử dụng tích lũy.  Biểu đồ được chia xấp xỉ thành ba phân đoạn, trong đó đường cong thay đổi mạnh hình dạng của nó.  Điều này chỉ ra ba phân đoạn A, B và C.